# Lasson (Calvados)
Lasson era una comuna francesa situada en el departamento de Calvados, de la región de Normandía, que el uno de enero de 2016 pasó a ser una comuna delegada de la comuna nueva de Rots al fusionarse con las comunas de Rots y Secqueville-en-Bessin.

## Demografía
| Gráfica de evolución demográfica de Lasson entre 1800 y 2013 |
|                                                              |
| Datos de EHESS/Cassini. Datos del INSEE.                     |